# HMS Endeavour

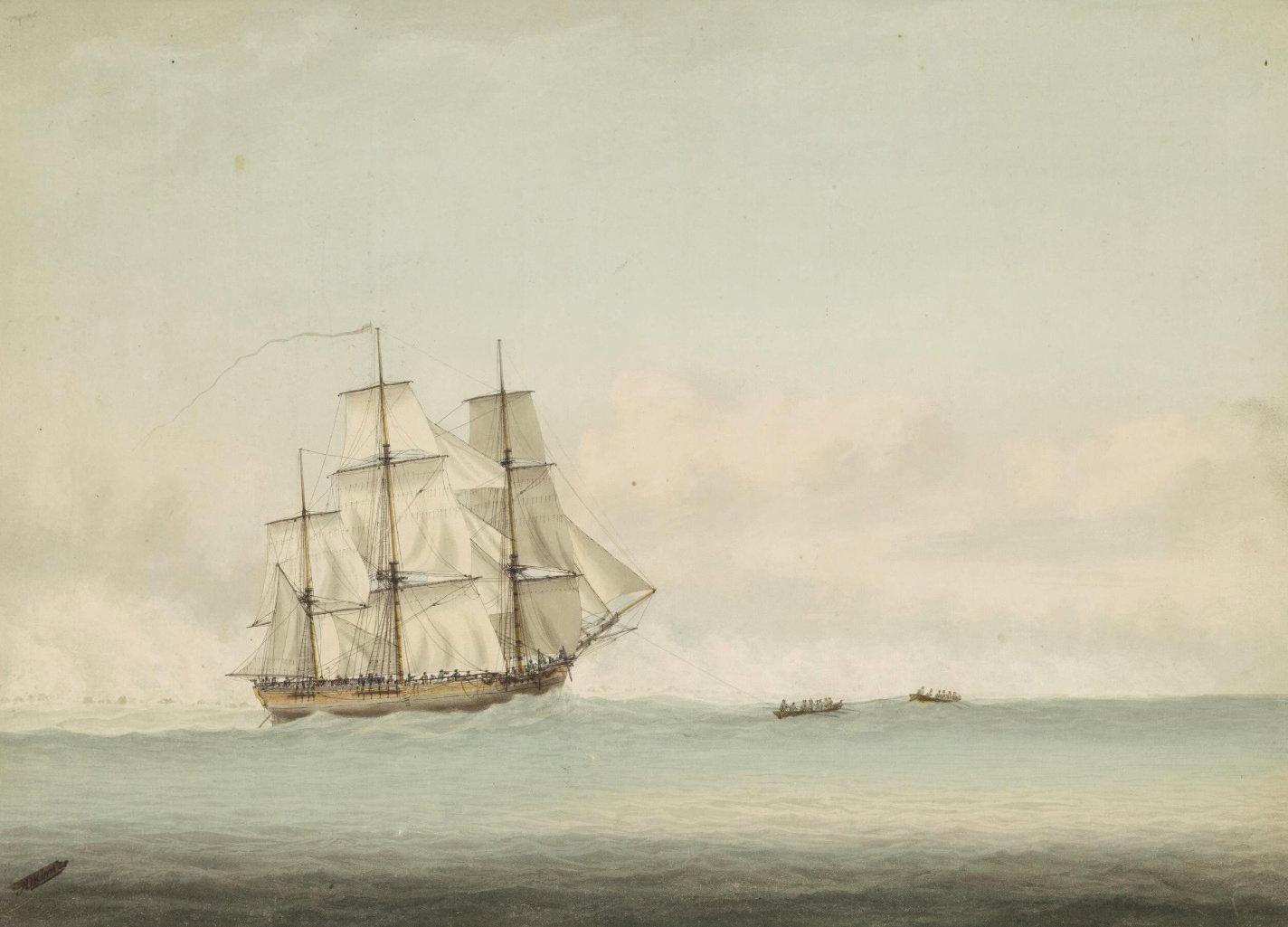
HMS Endeavour în largul coastei Noii Olande, de Samuel Atkins c. 1794

HMS Endeavour, cunoscută și sub numele de HM Bark Endeavour, a fost un vas de cercetare al Marinei Regale Britanice comandat de locotenentul James Cook în prima sa călătorie de descoperire, în Australia și Noua Zeelandă între 1769 și 1771.
Lansat la apă în 1764 sub numele de vasul carbonifer Earl of Pembroke, a fost achiziționat de Marină în 1768 pentru o misiune științifică în Oceanul Pacific, și pentru a explora mările în speranța găsirii presupusei Terra Australis Incognita („Pământul Sudic Necunoscut”). Rebotezată ca His Majesty's Bark the Endeavour, a plecat din Plymouth în august 1768, a ocolit Capul Horn și a ajuns în Tahiti la timp pentru a observa tranzitul lui Venus din 1769 prin fața Soarelui. După aceea, a ridicat pânzele către oceanul necartografiat dinspre sud, oprindu-se în insulele Huahine, Borabora și Raiatea pe care Cook le-a revendicat în numele Marii Britanii. În septembrie 1769, a ancorat în largul Noii Zeelande, fiind primul vas european care a ajuns acolo după Heemskerck al lui Abel Tasman cu 127 de ani in urmă. În aprilie 1770, Endeavour a devenit primul vas maritim care a ajuns pe coasta de est a Australiei, când Cook a acostat în ceea ce astăzi se numește Golful Botany.
Endeavour a navigat apoi spre nord de-a lungul coastei australiene. A evitat la limită dezastrul după ce a naufragiat pe Marea Barieră de Corali, rămânând pe plaja continentului timp de câteva săptămâni pentru reparații rudimentare la cocă. La 10 octombrie 1770, s-a deplasat încet către Batavia în Indiile Orientale Olandeze pentru reparații mai substanțiale, cu echipajul obligat să păstreze secretul despre insulele ce fuseseră descoperite. Vasul și-a reluat călătoria spre vest la 26 decembrie, a ocolit Capul Bunei Speranțe la 13 martie 1771, și a ajuns în portul englez Dover la 12 iulie, după o călătorie de trei ani pe mare.
Uitat după această călătorie, Endeavour a petrecut următorii trei ani transportând provizii ale Marinei pe Insulele Falkland. Rebotezat și vândut unor persoane particulare în 1775, a revenit în serviciul naval ca transportor de trupe în timpul Războiului de Independență al SUA și a fost scufundată într-o blocadă la Narragansett Bay, Rhode Island în 1778. Epava sa a fost localizată cu exactitate, iar resturile, inclusiv șase dintre tunurile sale și o ancoră, sunt expuse la muzee maritime din întreaga lume. O replică a navei Endeavour a fost lansată la apă în 1994 și este acostată lângă Muzeul Național Maritim al Australiei din portul Sydney.

## Construcția
Endeavour a fost la început vas de transport comercial și s-a numit Earl of Pembroke, fiind lansat la apă în iunie 1764 din portul carbonifer și de baleniere Whitby din North Yorkshire. Vasul avea trei catarge și avea o construcție solidă, cu o proră largă și dreaptă, o pupă pătrată și o cocă alungită în formă de cutie și cu o cală adâncă. Avea 32 m lungime, și 29,74 m pe puntea inferioară, și un travers maxim de 8,92 m. După practica acelei vremi, capacitatea sa de transport era estimată la 368 71/94 tone.
Designul cu baza plată o făcea foarte potrivită pentru navigația în ape mici și-i permitea să acosteze pe plaje pentru încărcarea și descărcarea mărfii și pentru reparații simple fără a necesita un doc uscat. Coca ei, podelele interioare și picioarele susținătoare erau construite din stejar alb, chila și etamboul din ulm, iar catargele din pin și brad. Planurile navei prezintă și o carlingă dublă care stabilizează chila, podelele și osatura.
Nu se cunoaște cu precizie înălțimea catargelor, întrucât diagramele lui Endeavour care au mai rămas descriu doar coca vasului, nu și planul catargelor. Deși în ce privește arborele mare și trinchetul se știe că aveau înălțimile standard de 39, respectiv 34 m, o adnotare pe unul din planurile păstrate arată că artimonul avea „16 yarzi și 29 de țoli” (15,4 m). Dacă chiar așa a fost, rezultatul ar fi fost un catarg ciudat de scurt, cu 2,7 m mai scurt decât erau standardele vremii. Cercetările moderne sugerează că adnotarea ar fi fost o eroare de transcriere și că ar fi fost corect „19 yarzi și 29 țoli” (24,5 m), care s-ar conforma mai bine standardelor navale și lungimilor celorlalte catarge.

## Achiziționarea și recondiționarea de către Amiralitate
La 16 februarie 1768, Royal Society i-a scris regelui George al III-lea o petiție în care cerea finanțarea unei expediții științifice în Pacific în scopul studierii și observării tranzitului lui Venus prin fața Soarelui în 1769. Regele a aprobat expediția, iar Amiralitatea a ales să combine călătoria științifică cu o altă misiune confidențială de căutare prin Pacificul de Sud a presupusului continent Terra Australis Incognita („pământul sudic necunoscut”).
Royal Society a sugerat ca la comanda ei să fie pus geograful scoțian Alexander Dalrymple, a cărui acceptare era condiționată de primirea unui brevet militar de căpitan al Marinei Regale. Primul Lord al Amiralității, Edward Hawke a refuzat însă, spunând chiar că ar prefera să-și taie mâna dreaptă decât să pună la comanda unei nave a Marinei pe cineva care nu are nicio pregătire de marinar. Refuzul lui Hawke de a acorda comanda lui Dalrymple a fost influențat de răzvrătirile care avuseseră loc în trecut, cum ar fi cea de pe bordul slupului HMS Paramour⁠(en)[traduceți] din 1698, când ofițerii refuzaseră să primească ordine de la comandantul civil, dr. Edmond Halley. Impasul a fost rupt când Amiralitatea l-a propus pe James Cook, ofițer de marină care avea cunoștințe avansate de matematică și cartografie. Acceptat de ambele părți, Cook a fost înaintat la gradul de locotenent și numit comandant al expediției.

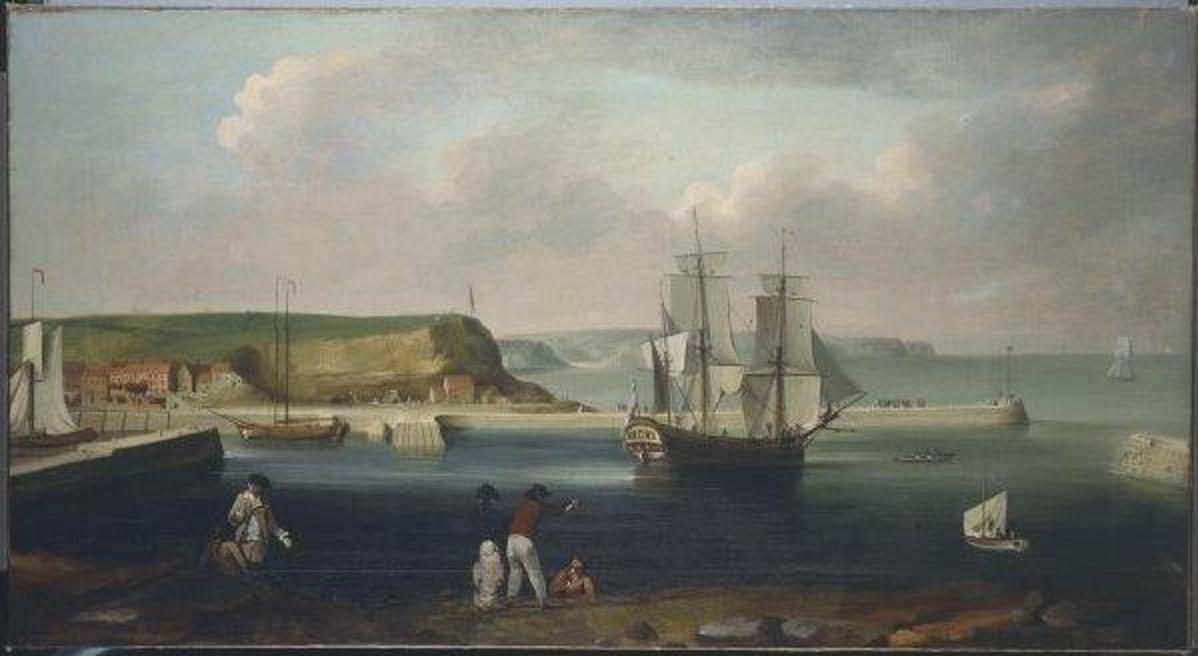
Earl of Pembroke, mai târziu HMS Endeavour, plecând din portul Whitby în 1768. De Thomas Luny, datat 1790.

La 27 mai 1768, Cook a preluat comanda navei Lord Pembroke, evaluată în martie la 2.307 lire, 5 șilingi și 6 pence. dar achiziționată în schimbul sumei de 2.840 de lire, 10 șilingi și 11 pence și alocată spre utilizare în expediția Societății. A fost recondiționată la Deptford pe Tamisa, coca a fost învelită și călăfătuită pentru a fi apărată de paraziți ai lemnului, și s-a instalat o a treia punte interioară instalată pentru cabine, o magazie de praf de pușcă și alte spații de depozitare. Noile cabine ofereau circa 2 metri pătrați de spațiu în plus fiecare și au fost alocate lui Cook și reprezentanților Royal Society: naturalistul Joseph Banks, asistenții lui Banks Daniel Solander și Herman Spöring, astronomul Charles Green și artiștii Sydney Parkinson și Alexander Buchan. Aceste cabine înconjurau popota ofițerilor. Cabina cea mare din spatele punții a fost gândită drept sală de lucru pentru Cook și Royal Society. Pe puntea inferioară din spate, cabinele cu fața spre popota secunzilor au fost acordate locotenenților Zachary Hicks și John Gore, chirurgului William Monkhouse, tunarului Stephen Forwood, navigatorului Robert Molyneux, și funcționarului Richard Orton. Puntea deschisă adiacentă conținea cabinele marinarilor și alt spațiu adițional de stocare.
O barcă lungă cu vâsle pe ambele părți, o pinasă și o iolă erau bărcile adiționale ale navei, prima dintre ele fiind putrezită și trebuind să fie reconstruită și revopsită cu ceruză înainte de a putea fi aduse la bord. Ele au fost însoțite de două schifuri proprietate privată, unul aparținând șefului de echipaj John Gathrey și cealaltă lui Banks. Nava a fost echipată și cu niște vâsle lungi, de 8,5 m, pentru a putea fi împinsă înainte dacă se rupeau catargele sau nu bătea vântul. Vasul recondiționat a fost rebotezat His Majesty's Bark the Endeavour (Barcul Majestății Sale Endeavour), pentru a face distincția față de un alt Endeavour, aflat deja în serviciul Marinei Regale, un slup cu 14 tunuri.
La 21 iulie 1768, Endeavour s-a deplasat la Galleon's Reach pentru a lua la bord armamentul necesar protecției împotriva băștinașilor potențial ostili din insulele Pacificului. Au fost aduse la bord zece tunuri cu proiectile de 1,8 kg, dintre care șase au fost montate pe puntea superioară și restul au fost arimate în cală. Au fost încărcate și douăsprezece tunuri pivotante; ele au fost fixate pe stâlpi pe puntea de comandă, la prova și de cele două părți. Vasul s-a îndreptat spre Plymouth la 30 iulie, pentru aprovizionare și pentru preluarea echipajului de 85 de oameni, inclusiv 12 pușcași marini regali. Cook a ordonat să se urce la bord și douăsprezece tone de fontă pentru balast.

## Călătoria de descoperire

### Drumul către Pacific
Endeavour a plecat din Plymouth la 26 august 1768, cu 94 de oameni la bord și provizii pentru 18 luni. La bord se aflau și animale vii: porci, găini, doi câini de vânătoare și o capră pentru lapte.
Prima oprire s-a făcut la Funchal în insulele Madeira, unde Endeavour a ajuns la 12 septembrie. Nava a fost călăfătuită și vopsită și s-au adus la bord legume proaspete, carne de vită și apă proaspătă pentru următoarea etapă a călătoriei. În port, a avut loc un accident soldat cu moartea ajutorului de navigator Robert Weir, care a fost prins în lanțul ancorei și târât peste bord când aceasta a fost aruncată. Pentru a-l înlocui, Cook a recrutat forțat un marinar de pe un slup american ancorat prin apropiere.
Endeavour și-a continuat drumul spre sud de-a lungul coastei Africii, traversând Atlanticul spre America de Sud și ajungând la Rio de Janeiro la 13 noiembrie 1768. S-a adus la bord din nou hrană și apă proaspătă, iar nava a plecat către Capul Horn, la care a ajuns pe o vreme furtunoasă în ziua de 13 ianuarie 1769. Tentativele de a ocoli Capul au dat greș timp de două zile, Endeavour fiind în mod repetat împinsă înapoi de vânt, ploaie și curenți. Cook a notat că apele din largul Capului erau atât de mari încât scufundau prova vasului la coborârea de pe creasta valurilor. În cele din urmă, la 16 ianuarie vântul a încetat și vasul a reușit să treacă de cap și să ancoreze într-un golf la Oceanul Pacific. Echipajul a fost trimis să adune hrană și apă, în timp ce Banks și echipa sa au strâns sute de specimene de plante de pe malul înghețat. La 17 ianuarie o furtună de zăpadă i-a surprins pe doi dintre servitorii lui Banks care încercau să se întoarcă la vas și aceștia au murit de frig.
Endeavour și-a reluat drumul la 21 ianuarie 1769, mergând spre vest-nord-vest înspre zonele temperate unde vara făcea ca apele și vremea să fie calde. A ajuns în Tahiti la 10 aprilie, unde a rămas timp de două luni. Tranzitul lui Venus prin fața Soarelui a avut loc la 3 iunie, și a fost observat și înregistrat de astronomul Charles Green de pe puntea lui Endeavour.

### Explorarea Pacificului
După observarea fenomenului astronomic, Endeavour a plecat din Tahiti la 13 iulie și s-a îndreptat spre nord-vest ca să-i permită lui Cook să studieze și să boteze Insulele Societății. S-a efectuat o acostare la Huahine, Raiatea și Borabora, ocazii pentru Cook de a le revendica pe toate drept teritorii britanice. O tentativă de a ajunge la țărm cu pinasa pe insula Rurutu din arhipelagul Austral a fost împiedicată de resacurile mari și țărmul stâncos. La 15 august, Endeavour s-a îndreptat spre sud pentru a explora oceanul deschis în căutarea Terra Australis Incognita.
În October 1769, Endeavour a ajuns la coastele Noii Zeelande, fiind primul vas european care a reușit aceasta după Abel Tasman cu Heemskerck în 1642. Neobișnuiți cu asemenea vase, băștinașii māori de la primul punct de acostare al lui Cook din Poverty Bay au crezut că vasul ar fi o insulă plutitoare sau o pasăre uriașă din țara lor mitică Hawaiki. Endeavour a petrecut următoarele șase luni navigând în preajma țărmului, în vreme ce Cook a cartografiat coasta și a ajuns la concluzia că Noua Zeelandă este formată din două insule mari și că nu este căutata Terra Australis. În martie 1770, barca lui Endeavour l-a dus pe Cook la țărm pentru a proclama suveranitatea britanică asupra Noii Zeelande. La întoarcere, Endeavour și-a reluat călătoria spre vest, iar echipajul a văzut coasta estică a Australiei la 19 aprilie. La 29 aprilie, a devenit primul vas european care a acostat în estul Australiei, când Cook a dus una din bărcile navei pe țărmul sudic al golfului Botany de astăzi din New South Wales.

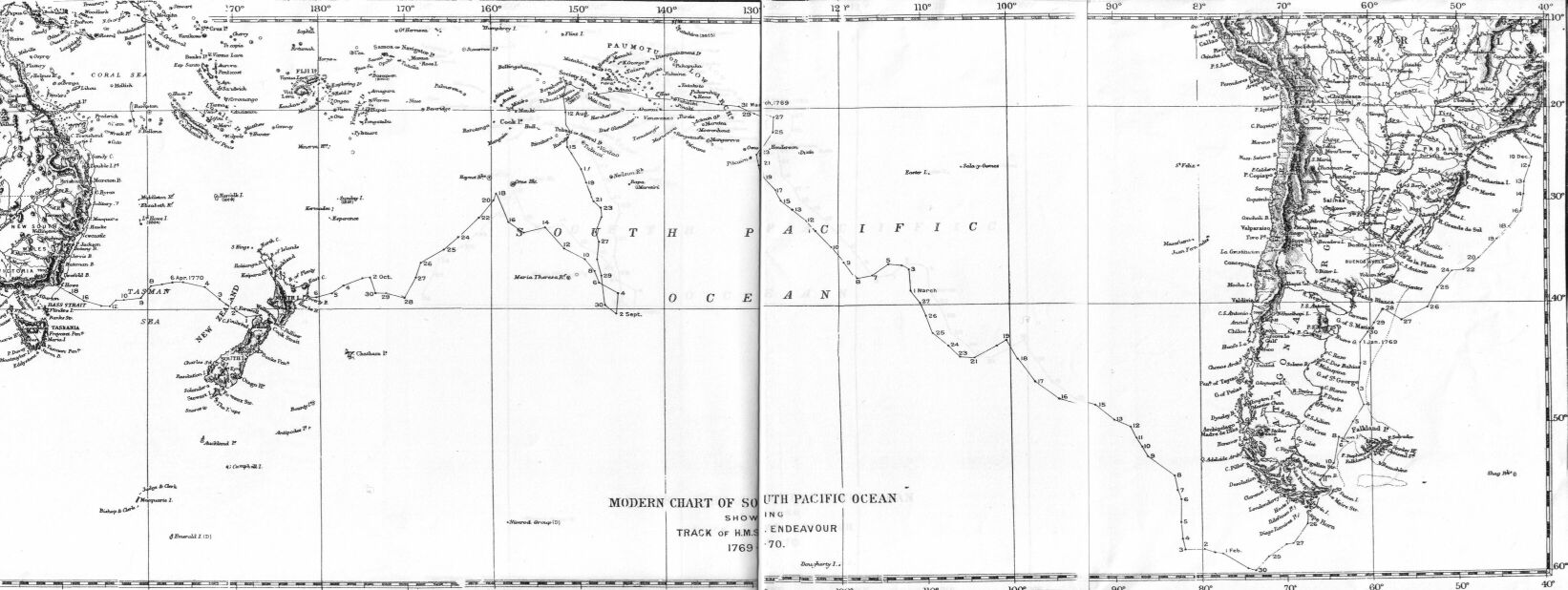
Hartă din 1893 cu traseul lui Endeavour

### Naufragiul
Timp de încă patru luni, Cook a cartografiat coasta Australiei, îndreptându-se către nord. Cu puțin înainte de ora 11 pm în ziua de 11 iunie 1770, nava s-a ciocnit de un recif de corali, denumit astăzi reciful Endeavour, care face parte din Marea Barieră de Corali. Pânzele au fost coborâte imediat, s-a lăsat ancora și s-a făcut o tentativă de a trage nava spre ape mai adânci. Reciful Endeavour se ridica atât de abrupt de pe fundul mării încânt, deși nava era înțepenită, Cook a măsurat adâncimi de până la 21 m la mai puțin de o lungime de corabie distanță.
Cook a ordonat atunci ca nava să fie ușurată pentru a o ajuta să se ridice de pe recif. Au fost aruncate peste bord balastul de fier și piatră, toată hrana stricată și toate tunurile (mai puțin patru), iar apa de băut a fost pompată în afară. S-au atașat colaci la fiecare tun cu intenția de a le recupera ulterior, dar aceasta s-a dovedit a fi nepractic. Fiecare om de la bord a operat pe rând pompele, inclusiv Cook și Banks.
Când fusese aruncat peste bord, după estimările lui Cook, circa 40–50 t de echipament, la următorul flux s-a făcut o nouă tentativă de eliberare a navei, dar fără succes. În după-amiaza zilei de 12 iunie, s-au adus cu barca încă două ancore mari și s-a montat un mecanism cu scripeți pentru o nouă tentativă ce urma să fie efectuată cu fluxul de seară. Vasul începuse să ia apă printr-o gaură din cocă. Deși scurgerea avea să crească în intensitate după eliberarea din recif, Cook a hotărât să riște și, la 10:20 pm vasul era eliberat. Ancorele au fost recuperate, mai puțin una care nu a putut fi eliberată de pe fundul mării și a trebuit să fie abandonată.
Cum era de așteptat, apa a continuat să pătrundă în vas și mai puternic după desprinderea de recif, și toate cele trei pompe trebuiau să funcționeze permanent. S-a făcut o greșeală la măsurarea adâncimii apei din cală, un marinar măsurând adâncimea de la plafonul exterior al cocăi, după ce predecesorul său a măsurat de la partea de sus a grinzii. Din cauza greșelii, s-a crezut că adâncimea apei a crescut cu aproape 46 cm de la o măsurare la alta, și în rândul echipajului s-a răspândit frica. Imediat ce greșeala a fost observată și corectată, eforturile sporite au făcut ca scurgerea să fie controlată.
În cazul scufundării navei, perspectivele erau sumbre. Vasul se afla la 40 km de țărm și cele trei bărci nu puteau transporta întregul echipaj. Totuși, din jurnalul lui Joseph Banks rezultă eficiența și calmul cu care a lucrat echipajul în fața pericolului, contrar poveștilor despre marinari care intrau în panică și refuzau să execute ordinele în circumstanțe similare.
Maistrul Jonathon Monkhouse a propus ca gaura să fie acoperită cu o velă, așa cum văzuse el pe un vas comercial care folosise cu succes această tehnică. Treaba i-a fost încredințată, și el s-a îngrijit de introducerea de câlți și de lână într-o velă veche, care a fost apoi trasă pe sub vas pentru a face ca presiunea apei să o împingă în gaura din cocă. Încercarea a reușit și la scurt timp, mai intra doar foarte puțină apă, și în curând au fost oprite două din cele trei pompe.

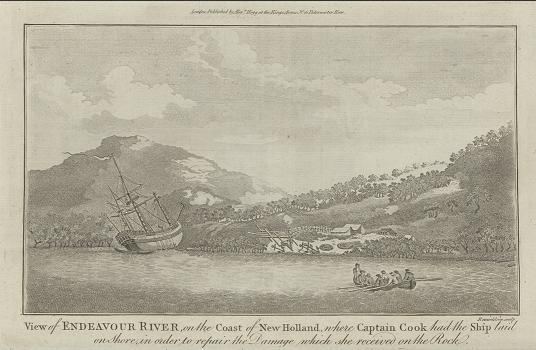
Endeavour pe plaja de la gurile estuarului Endeavour, suferind reparații după ce s-a ciocnit de Marea Barieră de Corali în 1770. De Johann Fritzsch, publicată în 1786.

Endeavour și-a reluat apoi cursul către nord și paralel cu reciful, iar echipajul a căutat un liman sigur unde să facă reparații. La 13 iunie, nava a ajuns la un estuar larg pe care Cook l-a botezat Endeavour. S-au făcut mai multe încercări de a pătrunde în estuar, dar vânturile puternice și ploaia au făcut ca Endeavour să nu poată traversa blocul de nisip până în dimineața zilei de 17 iunie. Adusă la țărm pe o limbă de nisip, a fost pusă să plutească din nou după o oră și trasă apoi în râu la orele prânzului. Vasul a fost tras pe plajă pe malul sudic și carenată pentru a face reparații la cocă. Au fost înlocuite velele rupte și materialele din arboradă care fuseseră deteriorate, iar coca a fost curățată de animalele marine atașate de ea.
După examinarea cocăi s-a constatat că o bucată de coral cât un pumn tăiase scândurile și se desprinsese. Înconjurat de câlți din vela folosită pentru a astupa gaura, fragmentul de coral contribuise la astuparea găurii din cocă și împiedicase scufundarea navei lângă recif.

### Către nord, spre Batavia
După ce a așteptat schimbarea direcției vântului, Endeavour și-a reluat călătoria în după-amiaza zilei de 5 august 1770, ajungând în cel mai nordic punct al Peninsulei Cape York după cincisprezece zile. La 22 august, Cook a fost dus cu barca pe țărmul unei mici insule din apropierea coastei și a proclamat suveranitatea britanică asupra estului Australiei. Cook a botezat locul acostării sale Insula Posesiunii, iar momentul a fost marcat prin salve ceremoniale de tun de pe țărm și de pe puntea lui Endeavour.

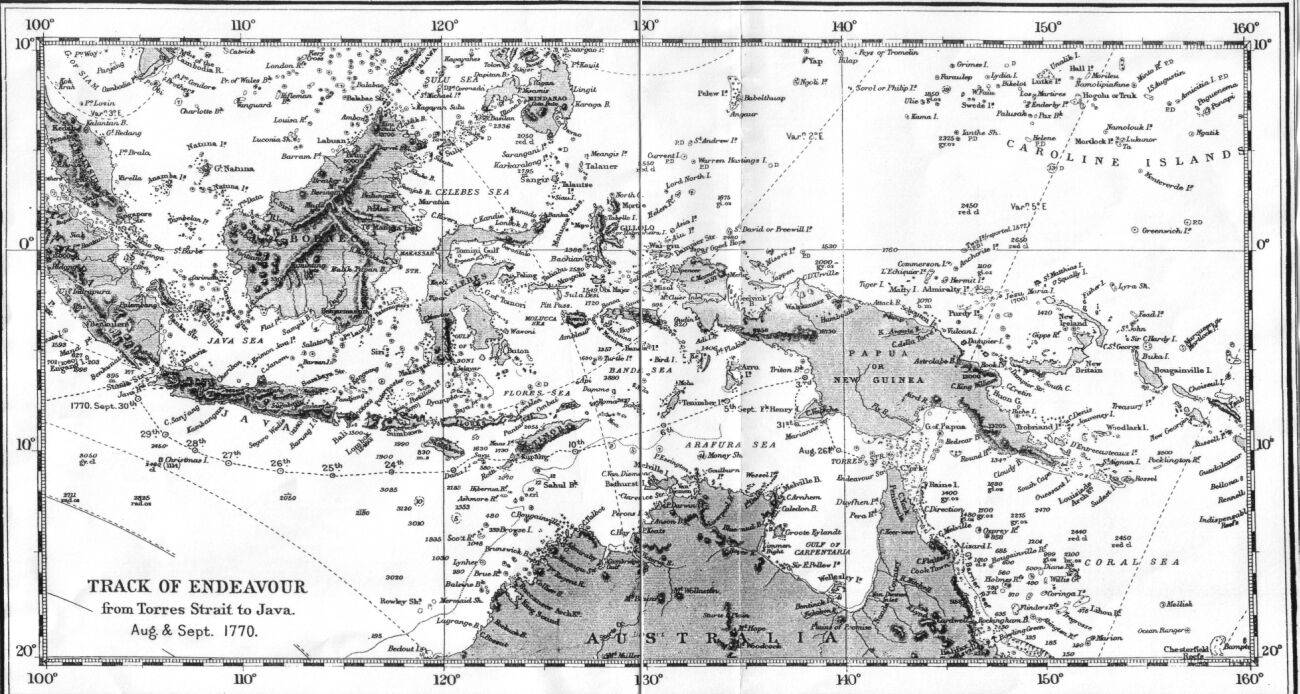
Ruta lui Endeavour de la strâmtoarea Torres spre Java, august şi septembrie 1770

Endeavour și-a reluat apoi călătoria spre vest de-a lungul coastei, alegând o cale printre bancuri de nisip și recife cu ajutorul pinasei care mergea în față și încerca adâncimea apei. La 26 august, uscatul nu se mai vedea, nava pătrunzând în apele deschise ale strâmtorii Torres dintre Australia și Noua Guinee, pe unde înainte navigase Luis Váez de Torres în 1606. Pentru a ține secrete călătoriile și descoperirile lui Endeavour, Cook a confiscat toate jurnalele de la bord și a ordonat tuturor celor prezenți să nu spună niciun cuvânt despre locurile unde fuseseră.
După o escală de trei zile în dreptul insulei Savu, Endeavour s-a îndreptat spre Batavia, capitala Indiilor Orientale Olandeze, la 10 octombrie. După încă o zi, nava a fost lovită de trăsnet în timpul unei furtuni tropicale, dar avariile au fost evitate datorită paratrăsnetului rudimentar denumit „lanț electric” care Cook ordonase să fie montat pe catargul lui Endeavour.
Nava a rămas într-o stare foarte proastă după naufragiul de la Marea Barieră de Corali din iunie. Tâmplarul John Seetterly a observat că „se scurge foarte mult - face între doisprezece și șase țoli pe oră, fiindcă chila principală este rănită în multe locuri, chila falsă nu mai era de la mijlocul navei încolo. Lovită la babord, unde e scurgerea cea mare, dar nu pot ajunge acolo din cauza apei.” O inspecție a cocăi a relevat că unele scânduri nereparate erau roase și mai aveau o grosime de doar 3 mm. Cook a consemnat că „toți cei ce i-am văzut fundul ne-am mirat cum de am reușit să o ținem pe apă” pe parcursul călătoriei de trei luni pe mare.
După ce a rămas ancorată timp de două săptămâni, Endeavour a fost trasă din apă la 9 noiembrie și înclinată pe o parte pentru reparații. S-a constatat că unele scânduri și grinzi erau infestate cu viermi-de-mare, care trebuia să fie scoși cu grijă pentru a nu se împrăștia prin toată coca. Lemnele rupte au fost înlocuite și coca a fost recălăfătuită, curățată de crustacee și floră marină și apoi revopsită. În cele din urmă, au fost înlocuite pompele și arborada și s-au adus provizii noi pentru călătoria de întoarcere în Anglia. Reparațiile și reaprovizionarea s-au încheiat înainte de Crăciunul lui 1770, iar a doua zi Endeavour a ridicat ancora și s-a îndreptat spre vest spre Oceanul Indian.

### Călătoria de întoarcere
Deși Endeavour se afla acum într-o stare bună, nu același lucru se putea spune despre echipajul său. În timpul șederii la Batavia, doar 10 dintre cei 94 de oameni de la bord nu s-au îmbolnăvit de malarie sau dizenterie. Când Endeavour a ridicat pânzele la 26 decembrie, șapte membri ai echipajului muriseră și alți patruzeci erau prea bolnavi pentru a-și îndeplini misiunea. Pe parcursul următoarelor douăsprezece săptămâni, alți 23 au murit și au fost înmormântați pe mare, printre care Spöring, Green, Parkinson, și chirurgul navei William Monkhouse.
Cook a pus boala pe seama apei de băut infestate, și a ordonat să fie purificată cu suc de lămâie verde, dar aceasta nu a avut niciun efect. Jonathan Monkhouse, care propusese soluția salvatoare după ciocnirea cu reciful, a murit la 6 februarie, urmat după șase zile de tâmplarul John Seetterly, a cărui muncă de reparație efectuată la Batavia permisese reluarea călătoriei lui Endeavour. Sănătatea restului membrilor echipajului s-a îmbunătățit treptat pe măsură ce treceau săptămânile, ultimele decese cauzate de boli fiind ale celor trei marinari morți la 27 februarie.
La 13 martie 1771, Endeavour a ocolit Capul Bunei Speranțe și a ancorat după două zile la Cape Town. Cei încă bolnavi au fost lăsați la țărm pentru tratament. Nava a rămas patru săptămâni în port așteptând însănătoșirea echipajului și suferind mici reparații la catarge. La 15 aprilie, cei bolnavi au fost aduși înapoi la bord împreună cu zece recruți din Cape Town, iar Endeavour și-a reluat drumul spre casă. Pământul Angliei a fost văzut la 10 iulie iar Endeavour a ancorat după două zile în portul Dover.
La circa o lună după întoarcere, Cook a fost înaintat la gradul de comandor, iar în noiembrie 1771 avea deja ordine din partea Amiralității pentru o a doua expediție, de această dată la bordul navei HMS Resolution. El a murit într-o altercație cu băștinașii hawaiieni din Golful Kealakekua la 14 februarie 1779.

## Serviciul ulterior
În timp ce Cook era sărbătorit pentru reușita călătoriei sale, Endeavour a trecut în uitare. La o săptămână după revenirea în Anglia, ea a fost dusă la Woolwich Dockyard pentru recondiționare în scopul folosirii drept navă de transporturi. După aceea, a efectuat două călătorii dus-întors, de rutină, în Insulele Falkland, prima pentru a livra provizii și a doua pentru a repatria garnizoana britanică. A fost scoasă din uz în septembrie 1774, iar în martie 1775 a fost vândută de Marină magnatului transporturilor J. Mather în schimbul a 645 de lire.
Mather a rebotezat nava Lord Sandwich și a trimis-o pe mare, deși era din ce în ce mai uzată, pentru cel puțin un transport comercial la Arhanghelsk, în Rusia. Spre sfârșitul lui 1775, Amiralitatea i-a cerut lui Mather să-i ofere una din nave pentru transportul soldaților în America de Nord în scopul de a învinge milițiile coloniale în timpul Războiului American de Independență. Mather s-a oferit să returneze vechea navă Lord Sandwich serviciului militar, dar ea se afla într-o stare de deteriorare atât de avansată încât a fost declarată nepotrivită pentru navigație. După reparații majore, nava a fost în cele din urmă acceptat în scopul transportului de trupe în februarie 1776 și a luat la bord un contingent de hessieni cu destinația New York și Rhode Island. După debarcarea acestora, Lord Sandwich s-a deplasat la Newport, oraș ocupat de forțele britanice în decembrie 1776. Acolo, ea a fost reținută în port și folosită intermitent drept navă-închisoare sub pavilion britanic.

## Sfârșitul
Sfârșitul lui Endeavour a venit în august 1778, când ocupația britanică a Newportului era amenințată de o flotă ce transporta soldați francezi veniți pentru a susține Armata Continentală. Comandantul britanic, căpitanul John Brisbane, a hotărât să blocheze portul Newport scufundând vasele de prisos aflate în preajmă. Între 3 și 6 august, o flotă de fregate și nave de transport ale Marinei Regale, printre care și Lord Sandwich, au fost scufundate în diferite puncte ale golfului Narragansett.
Proprietarii vaselor scufundate au fost despăgubiți de Amiralitate. Evaluarea de către Amiralitate a vasului scufundat a punctat specificațiile navei Lord Sandwich ca fiind similare celor ale fostei Endeavour, inclusiv construcția la Whitby, capacitatea de 368 și 71/94 tone, și reintrarea în serviciul Marinei la 10 februarie 1776.
În 1834, în Providence Journal din Rhode Island, a apărut o scrisoare care atrăgea atenția asupra prezenței fostei Endeavour pe fundul golfului. Aceasta a fost contestată imediat de consulul britanic din Rhode Island, care a răspuns că Endeavour fusese achiziționată de la Mather de către francezi în 1790 și rebotezată La Liberté. Consul a recunoscut ulterior că nu auzise aceasta de la Amiralitate, ci de la foștii proprietari ai vasului francez. S-a speculat apoi că Liberty, scufundată în dreptul Newportului în 1793, ar fi fost una din celelalte vase comandate de Cook, respectiv fosta HMS Resolution, sau un alt Endeavour⁠(en)[traduceți], un schooner scos din uz și vândut în 1782. O altă scrisoare adresată publicației Providence Journal afirma că un marinar englez pensionar făcea pe ghidul la o epavă de pe Tamisa prin 1825, afirmând că vasul este fostul Endeavour al lui Cook.
În 1991, Rhode Island Marine Archaeology Project (RIMAP), a demarat cercetări privind identitatea celor zece vase de transport scufundate în timpul blocadei golfului Narragansett, verificând inclusiv dacă Lord Sandwich, scufundată acolo, este vechiul vas Endeavour. Dovezile colectate de la Public Records Office din Londra au confirmat că Endeavour fusese rebotezată Lord Sandwich, că servise drept vas de transport de trupe spre America de Nord și că fusese scufundată ca parte a blocadei golfului Narragansett.
În 1999, o echipă combinată de cercetare a RIMAP și a Muzeului Național Maritim al Australiei a început să analizeze epavele din golf, pentru a afla dacă vreuna din ele ar putea fi Endeavour. În 2000, a fost găsit un loc unde s-au găsit rămășițele unei nave scufundate, parțial acoperite de o altă epavă a unei barje din secolul al XX-lea. Rămășițele mai vechi erau cele ale unui vas de aceeași dimensiune, structură și material ca și Lord Sandwich, fosta Endeavour.
Confirmarea că vasul lui Cook se află într-adevăr în golful Narragansett au stârnit interesul publicului și din partea mass-media privind confirmarea poziției sale. Deși cercetătorii au reușit să fotografieze relicvele, printre care un tun, o ancoră și o parte dintr-un ceainic de ceramică de secol XVIII, la locul în care se aflau ele, au existat prea puține dovezi în sensul stabilirii cu siguranță că această anume epavă ar fi fost cea a navei lui Cook. În 2006, directorul RIMAP a anunțat că epava nu va fi scoasă la suprafață.

## Relicvele luiEndeavour
Pe lângă căutarea resturilor navei propriu-zise, în Australia a existat un interes considerabil privind localizarea unor relicve ale călătoriei efectuate de ea în Pacificul de Sud. În 1886, Working Men's Progress Association din Cooktown a încercat să recupereze cele șase tunuri aruncate peste bord atunci când Endeavour a naufragiat la Marea Barieră de Corali. S-a oferit o recompensă de 300 de lire oricui putea localiza și recupera tunurile, dar căutările din acel an și din cei care au urmat nu au avut niciun succes, iar premiul nu a fost acordat. Resturi ale echipamentului lăsat la gurile Endeavour River au fost descoperite pe la 1900, iar în 1913 echipajul unui vapor comercial a afirmat în mod eronat că ar fi recuperat un tun al lui Endeavour din apele puțin adânci din preajma Barierei.
În 1937, o mică parte din chila lui Endeavour a fost dăruită guvernului australian de filantropul Charles Wakefield, în calitatea sa de președinte al Memorialului Amiral Arthur Phillip. Primul ministru australian Joseph Lyons a descris secțiunea de cocă drept „strâns legată de descoperirea și întemeierea Australiei”.
Căutările tunurilor pierdute la Reciful Endeavour au fost reluate, dar expedițiile din 1966, 1967, și 1968 nu și-au atins scopul. Tunurile au fost recuperate în 1969 de o echipă de cercetare de la Academia de Științe Naturale americană, cu un magnetometru sofisticat care a localizat tunurile, o cantitate de balast de fier și ancora abandonată. Lucrările de conservare a tunurilor au fost efectuate de Muzeul Național Maritim al Australiei, după care două dintre tunuri au fost expuse la sediul central de la Darling Harbour din Sydney. Un al treilea tun, împreună cu ancora, au fost expuse la Muzeul James Cook din Cooktown, restul de trei aflându-se la muzeele maritime din Londra, Philadelphia, și la Museum of New Zealand Te Papa Tongarewa din Wellington.

## Replica

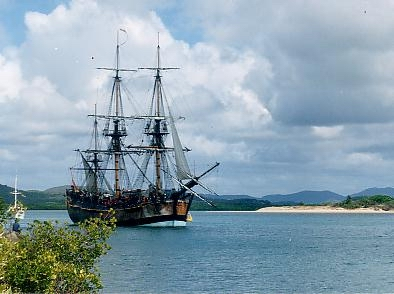
Replica lui Endeavour traversând Endeavour River la Cooktown, lângă locul unde vasul originar al numelui a fost tras la țărm timp de șapte săptămâni în 1770

În ianuarie 1988, în scopul comemorării Bicentenarului Australian, sărbătorirea colonizării europene a Australiei, la Fremantle, Western Australia s-au demarat lucrările la o replică a lui Endeavour. Dificultățile financiare au întârziat finalizarea lucrării până în decembrie 1993, iar vasul a fost lansat abia în aprilie 1994. Replica și-a început călătoria inaugurală în luna octombrie a aceluiași an, deplasându-se de la portul Sydney de-a lungul traseului lui Cook din Botany Bay spre nord până la Cooktown. Între 1996 și 2002, replica a vizitat porturile în care a oprit Cook în toată lumea, sosind în iunie 2002 în portul Whitby, unde a fost construit Endeavour. Imaginile filmate cu valurile din preajma Capului Horn au fost ulterior utilizate la realizarea scenelor prelucrate digital din filmul Master and Commander: The Far Side of the World din 2003.
Replica lui Endeavour a vizitat diferite porturi europene înainte de a-și efectua ultima călătorie pe ocean de la Whitehaven la Sydney Harbour unde a sosit în ziua de 8 noiembrie 2004. Sosirea la Sydney a fost amânată după ce a fost împinsă la țărm în Botany Bay, la scurtă distanță de punctul în care Cook a pus pentru prima oară piciorul în Australia cu 235 de ani în urmă. Replica lui Endeavour a intrat în portul Sydney la 17 aprilie 2005, după ce a parcurs 310.000 km, efectuând inclusiv două ocoluri ale lumii. Dreptul de proprietate asupra replicii a fost transferat în 2005 Muzeului Național Maritim al Australiei ca navă-muzeu ancorată în Darling Harbour din Sydney.
O a doua replică a lui Endeavour este ancorată pe râul Tees la Stockton-on-Tees. Deși aceasta reflectă dimensiunile externe ale vasului lui Cook, ea a fost construită pe un schelet de oțel și nu de lemn, are cu o punte interioară mai puțin decât originalul, și nu a fost proiectată pentru a fi scoasă pe mare.
Muzeul Russell, din Bay of Islands, Noua Zeelandă are o replică a lui Endeavour la scară 5:1 care poate ieși pe mare. Ea a fost construită la Auckland și în anii 1969 – 70 a parcurs circa 24.000 km în Noua Zeelandă și Australia.